# Бостон Лобстерс
«Бостон Лобстерс» (англ. Boston Lobsters) — команда, выступавшая в профессиональной теннисной лиге World TeamTennis. Базировалась в Манчестере-бай-те-Си (штат Массачусетс). Единственная команда, представлявшая Массачусетс в лиге World TeamTennis.

## Стадион
До 2012 года включительно домашней площадкой «Бостон Лобстерс» был Фернкрофтский кантри-клуб в Мидлтоне (Массачусетс). В ноябре 2012 года было сообщено, что команда переезжает в Манчестер-бай-те-Си (Массачусетс), где будет выступать в Теннисном центре имени Джоан Нортон. Центр представляет собой часть Спортивного клуба Манчестера.

## История команды
Название «Бостон Лобстерс» носил один из старейших клубов лиги World TeamTennis (WTT), выступавший в ней с 1974 по 1978 год. В это время владельцем команды был бизнесмен Тони Чикколо. В свой первый сезон команда, возглавляемая играющим тренером Ионом Цириаком, стала третьей в своём дивизионе, а на следующий год дошла до полуфинала плей-офф. В сезонах 1977 и 1978 годов за эту команду играла Мартина Навратилова, дошедшая с ней в 1977 году до матча за чемпионский титул.
Команда возобновила своё существование с 2005 года. В этом году франшиза лиги World TeamTennis была приобретена массачусетским бизнесменом и теннисным фанатом Бахаром Уттамом, ставшим президентом нового клуба. Первые три сезона команда выступала на кортах Гарвардского университета — престижной, но малоподходящей для WTT площадке. После этого Уттам перевёл её в бостонский пригород Мидлтон, где она выступала в Фернкрофтском кантри-клубе, рассчитанном на 1700 зрительских мест. Доходы от продажи билетов не покрывали затрат, но Уттам сумел заручиться спонсорской поддержкой со стороны многочисленных организаций и компаний, в том числе таких, как Acura, Amica Mutual Insurance, Reebok и New Balance.
В 2006 году в клуб вновь вернулась Мартина Навратилова Навратилова, проведшая за команду ещё три сезона (в 2006, 2008 и 2009 годах). С 2008 года главным тренером команды является Бад Шульц — бывший тренер Ивана Лендла, Пэм Шрайвер и Грега Руседски, член Зала теннисной славы Новой Англии. Возрождённому клубу не удавалось за 8 первых лет существования повторить успех 1977 года, но в 2011 году «Лобстерс» дошли до финала Восточной конференции WTT, где проиграли фаворитам и будущим чемпионам — «Вашингтон Каслс».
В феврале 2016 года было сообщено о новом роспуске «Бостон Лобстерс», поскольку в Массачусетсе не нашлось желающих приобрести команду. Место «Лобстерс» в лиге занял клуб «Нью-Йорк Эмпайр».

## Состав
В сезоне 2013 года за клуб выступают 5 игроков:
- Эрик Буторак
- Амир Вайнтрауб
- Джилл Крайбас
- Каталин Мароши
- Марк Филиппуссис

Тренер — Бад Шульц